# 點蜂緣蝽
點蜂緣蝽（学名：Riptortus pedestris）为蛛緣蝽科蜂緣蝽屬下的一个种:169。
本物種以豆科的農作物為食，所以被認為是害蟲的一種。